# Sukhoi Su-15
Sukhoi Su-15 (tên ký hiệu của NATO Flagon) là một máy bay tiêm kích đánh chặn hạng nặng, hai động cơ được phát triển bởi phòng thiết kế Sukhoi tại Liên Xô trong những năm 1960 để thay thế cho Sukhoi Su-11.

## Phát triển
Nhận thấy những hạn chế của Su-9 và Su-11 trước đó, OKB Sukhoi đã nhanh chóng bắt đầu phát triển một loại máy bay chiến đấu mới có khả năng hoạt động và trọng tải tốt hơn. Một số máy bay phát triển được đưa ra, bao gồm T-49, nó có cùng thân với Su-9 (gồm cả có động cơ đơn), nhưng lối vào không khí lại được chuyển sang 2 bên thân, tạo một khoảng trống cho loại radar 'Oriol-D' (Eagle - Đại bàng), và mẫu T-5, thực chất là Su-11 sửa đổi lớn với thân máy bay mở rộng và có hai động cơ Tumansky R-11 (loại động cơ cũng dùng cho tiêm kích đánh chặn hạng nhẹ MiG-21 và máy bay ném bom chiến thuật Yak-28).

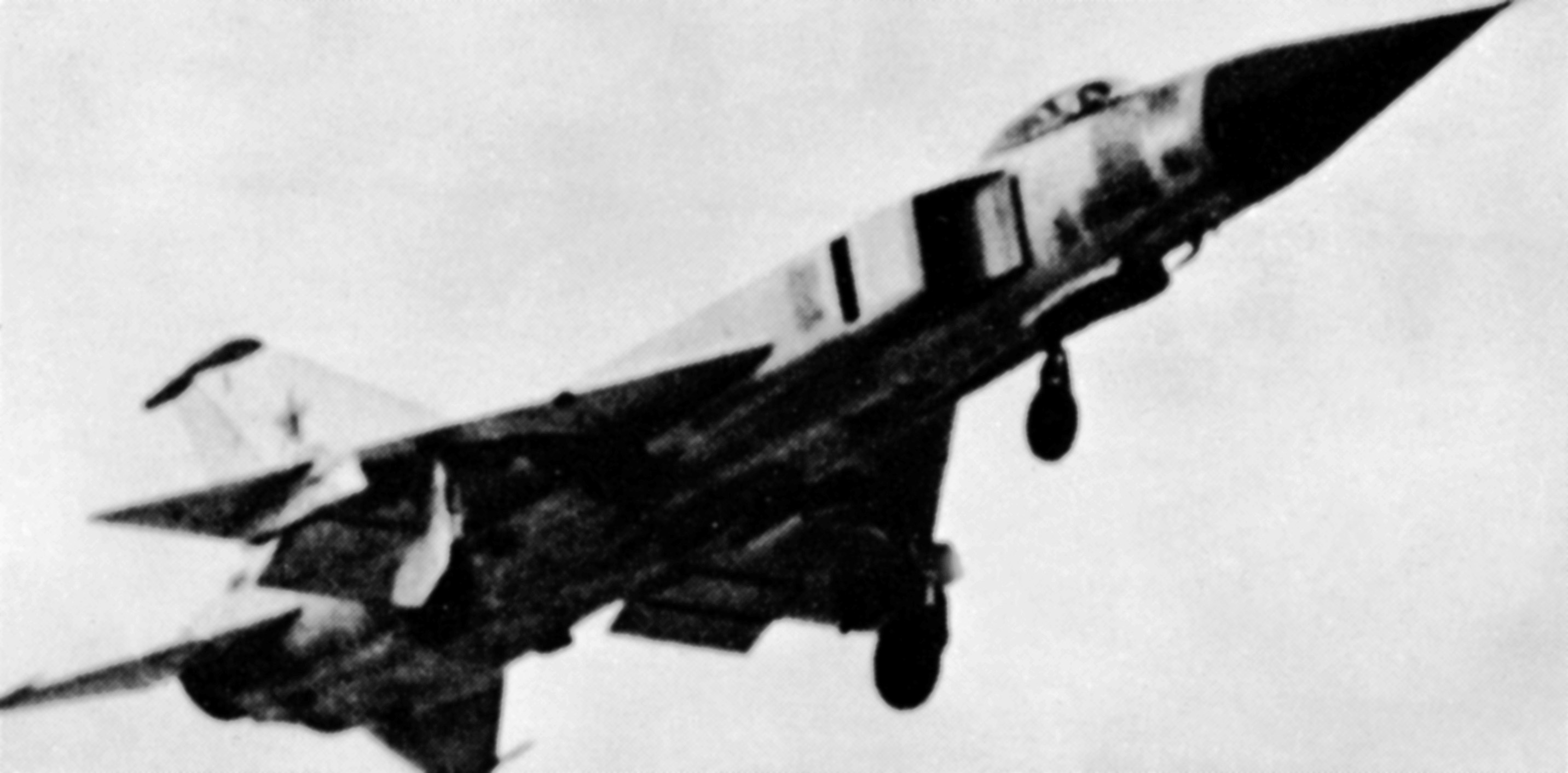
Su-15 Flagon A

Sau những mẫu đưa ra, người ta đã kết hợp cả hai mẫu trên và một mẫu máy bay mới có tên gọi là T-58 đã được chế tạo, nó có 2 động cơ và mũi của T-49, nhưng những khe nạp khí được đưa về sau xuống phía dưới hơn nữa, đằng sau buồng lái. T-58 được tán thành sản xuất vào 5 tháng 2-1962, với tên gọi là Su-15, và mẫu đầu tiên bay vào 30 tháng 5-1962. Nó bắt đầu phục vụ thử nghiệm vào 5 tháng 8-1963, nhưng công việc trang bị đã bị chậm trễ do các bất đồng chính trị với OKB Yakovlev về khả năng dây chuyền sản xuất của nhà máy ở Novosibirsk, mà chính xác là việc đang chế tạo Yakovlev Yak-28P. Su-15 tỏ ra vượt trội trong các bài thử nghiệm tầm bay, Su-15 tỏ ra vượt trội trong các bài thử nghiệm, vì vậy nó chính thức hoạt động trong các đơn vị vào 3 tháng 4-1965. Việc sản xuất hàng loạt bắt đầu trong năm đó, và bắt đầu phục vụ trong Quân chủng Phòng không Xô Viết vào năm 1967, thay thế cho Su-9, Su-11, và Yakovlev Yak-25. Su-15 được NATO gọi là 'Flagon-A'. Một phiên bản huấn luyện đơn giản, Su-15UT (NATO 'Flagon-C'), không trang bị radar, bắt đầu phục vụ vào năm 1970.
Ban đầu Su-15 được lắp cánh tam giác, nhưng nó lại khiến cho việc cất cánh và hạ cánh không được tốt, và Sukhoi điều tra nghiên cứu thiết kế một loại cánh mới với đầu mút mở rộng (diện tích cánh được tăng dần) và điều khiển lớp ranh giới, cánh không hẳn là một hình tam giác mà một cạnh của nó hơi cong. Su-15 với cánh mới được sản xuất vào năm 1969. Nó có tên là 'Flagon-D' bởi NATO, dù tên gọi ở Liên Xô vẫn không thay đổi.
Cũng trong năm 1969, bắt đầu thử nghiệm phiên bản nâng cấp Su-15T với radar Volkov Taifun (typhoon - bão lớn). Taifun tỏ ra khá khó chịu, tuy nhiên, sau đó việc sản xuất đã bị ngừng lại chỉ với 10 chiếc được sản xuất. Sau đó là mẫu Su-15TM (NATO 'Flagon-E'), xuất hiện vào tháng 12-1971, với radar Taifun-M cải tiến và trang bị pháo Gryazev-Shipunov GSh-23L hoặc tên lửa không đối không tầm ngắn Molniya R-60. Hình dáng khí động học đã bắt buộc các kỹ sư phải thiết kế lại mái che radar với một hình cung nhọn, được NATO gọi tên là 'Flagon-F', dù tên gọi ở Liên Xô không đổi. Phiên bản cuối cùng Su-15UM (NATO 'Flagon-G'), xuất hiện năm 1976, ngừng chế tạo vào năm 1979.
OKB đề nghị vài sự nâng cấp khác cho Su-15, với động cơ và hình dạng khí động học tốt hơn, nhưng những đề nghị này đã bị loại bỏ vì lúc đó người ta đang tập trung cho máy bay đánh chặn mới MiG-23.

## Miêu tả
Mặc dù nhiều bộ phận hợp thành của Su-15 tương tự hay giống hệt như Su-9 trước đây và Su-11 (tên ký hiệu của NATO 'Fishpot'), bao gồm bộ phận phanh hơi trên thân máy bay ở phía sau, Su-15 đã bỏ đi kiểu khe hút không khí ở đầu mũi mà chuyển sang 2 khe ở bên thân, để lấy không khí nhiều hơn cho 2 động cơ phản lực loại lớn Tumansky R-11F. Sự thay đổi trên đã tạo ra khoảng trống lớn hơn cho hệ thống radar tìm kiếm ở đầu mũi, 'Oriol-D' (NATO 'Skip Spin'). Những chiếc Su-15 đầu tiên ('Flagon-A') có cánh tam giác giống như những loại máy bay trước đó, nhưng nó đã được thay thế từ loạt sản xuất thứ 11, bởi một loại cánh tam giác mới có tên gọi là 'kinked' có chiều dài và diện tích được tăng thêm, với một cánh nhỏ dạng lá chắn ở trên mỗi điểm treo vũ khí và ở phía ngoài giúp cải thiện hệ thống hạ cánh. Nó có một đuôi mới loại cánh nhị diện và cánh thẳng đứng đã được giảm bớt chiều cao.
Cũng như Lockheed F-104 Starfighter, 'Flagon' có tốc độ và vận tốc lên cao rất tốt. Việc cất cánh và hạ cánh có tốc độ tương đối cao, với vận tốc cất cánh là 247 mph (395 km/h) với loại cánh tam giác cũ của 'Flagon-A' và 231 mph (370 km/h) với loại cánh lớn của 'Flagon-F'. Hệ thống điều khiển nhạy và chính xác, chiếc máy bay này không dành cho các phi công hay phạm sai lầm.

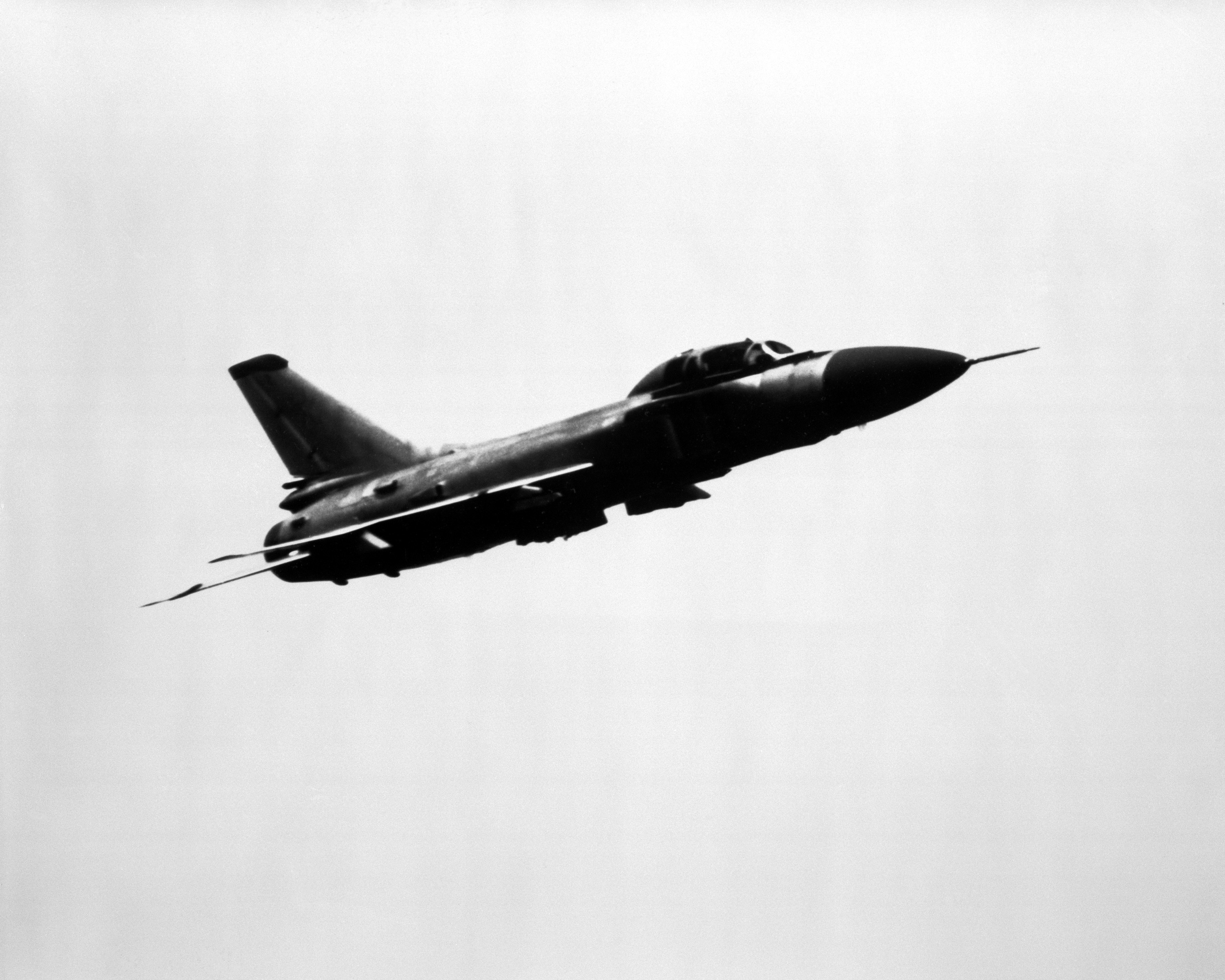
Su-15 Flagon C

Dù nó có radar mạnh hơn, 'Flagon' giống như các máy bay đánh chặn khác của Liên Xô trước năm 1980 đều phải phụ thuộc rất lớn vào hệ thống kiểm soát đánh chặn mặt đất (GCI), máy bay sẽ được chỉ định tấn công mục tiêu từ trung tâm này. Nó được trang bị hệ thống đường truyền dữ liệu Lazur-S, nó truyền các chỉ thị cho phi công để thực hiện nhiệm vụ đánh chặn. Su-15TM sau đó có hệ thống đường truyền dữ liệu Vozdukh-1M và (sistema automaticheskogo upravleniya, hệ thống điều khiển tự động) có khả năng chuyển đổi tự động, khi chuyển sang hệ thống điều khiển tự động, máy bay có thể tự động đánh chặn mục tiêu.
Hệ thống vũ khí chính của Su-15 chỉ có tên lửa không đối không K-8 (sau này là R-98) (AA-3 'Anab'). Những chiếc đầu mang 2 tên lửa, nhưng 'Flagon-D' và các phiên bản sau đó có thể mang 4 tên lửa. Giống như những tên lửa khác của Liên Xô, R-98 có hệ thống dẫn đường cả bằng hồng ngoại và radar bán chủ động. Phiên bản 'Flagon-F' thường mang 2 tên lửa R-98 và 1 hoặc 2 cặp tên lửa tầm ngắn R-60 (AA-8 'Aphid'). Tên lửa tầm trung R-23 (AA-7 'Apex'), dùng chung với MiG-23, cũng là một tùy chọn khác thay thế cho R-98. Các phiên bản sau của 'Flagons' thỉnh thoảng cũng mang 2 hệ thống pháo Gryazev-Shipunov GSh-23L chùm 23 mm trên các giá treo ở thân (giống như trên MiG-21 và MiG-23.

## Lịch sử hoạt động
Là một trong những máy bay đánh chặn chính của Quân chủng Phòng không Xô viết (V-PVO), Su-15 có liên quan đến một số tai nạn của máy bay nước ngoài. Một vụ diễn ra vào năm 1978, khi Chuyến bay 902 của Korean Air Lines, hãng hàng không quốc gia Hàn Quốc bay vào không phận của Liên Xô đã bị một chiếc Su-15 của V-PVO tấn công phía trên Murmansk. Dù chiếc máy bay dân dụng vẫn hạ cánh được sau khi trúng tên lửa, nhưng 2 hành khách đã bị thiệt mạng. Vào năm 1981, một chiếc Su-15 đóng tại Baku, Azerbaijan đã tấn công một chiếc Canadair CL-44 của Iran khi nó bay vào không phận của Liên Xô. Một vụ khác nghiêm trọng hơn là tai nạn của Chuyến bay 007 của Korean Air Lines vào năm 1983, khi chiếc Boeing 747 của Korean Air bay vào không phận Liên Xô đã bị bắn hạ bởi một chiếc Su-15TM đóng tại Sakhalin, giết chết 246 hành khách và 23 thành viên phi hành đoàn.
Dù nó được sản xuất với số lượng lớn (1.290 chiếc mọi kiểu), Su-15 giống như các máy bay nhạy cảm khác, chưa bao giờ được xuất khẩu cho các nước thuộc khối Warszawa. Chúng được chia cho Ukraina và Nga sau khi Liên Xô sụp đổ, mặc dù ít, nhưng nếu có vẫn có ích. Một số chiếc Su-15 đã được triển khai đến Ai Cập năm 1972, nhưng do các phi công của Nga sử dụng.
Ở Nga, Su-15 bất ngờ bị rút khỏi biên chế vào năm 1993 để tuân thủ Hiệp ước vũ trang thông thường châu Âu. Đa số bị vội vàng loại bỏ để thay thế bằng loại máy bay đánh chặn tiên tiến hơn, bao gồm Su-27 'Flanker' và MiG-31 'Foxhound'. Ở Ukraina, những chiếc Su-15 cuối cùng (tại Kramatorsk và Belbek) đã ngừng hoạt động vào năm 1996.

## Các phiên bản

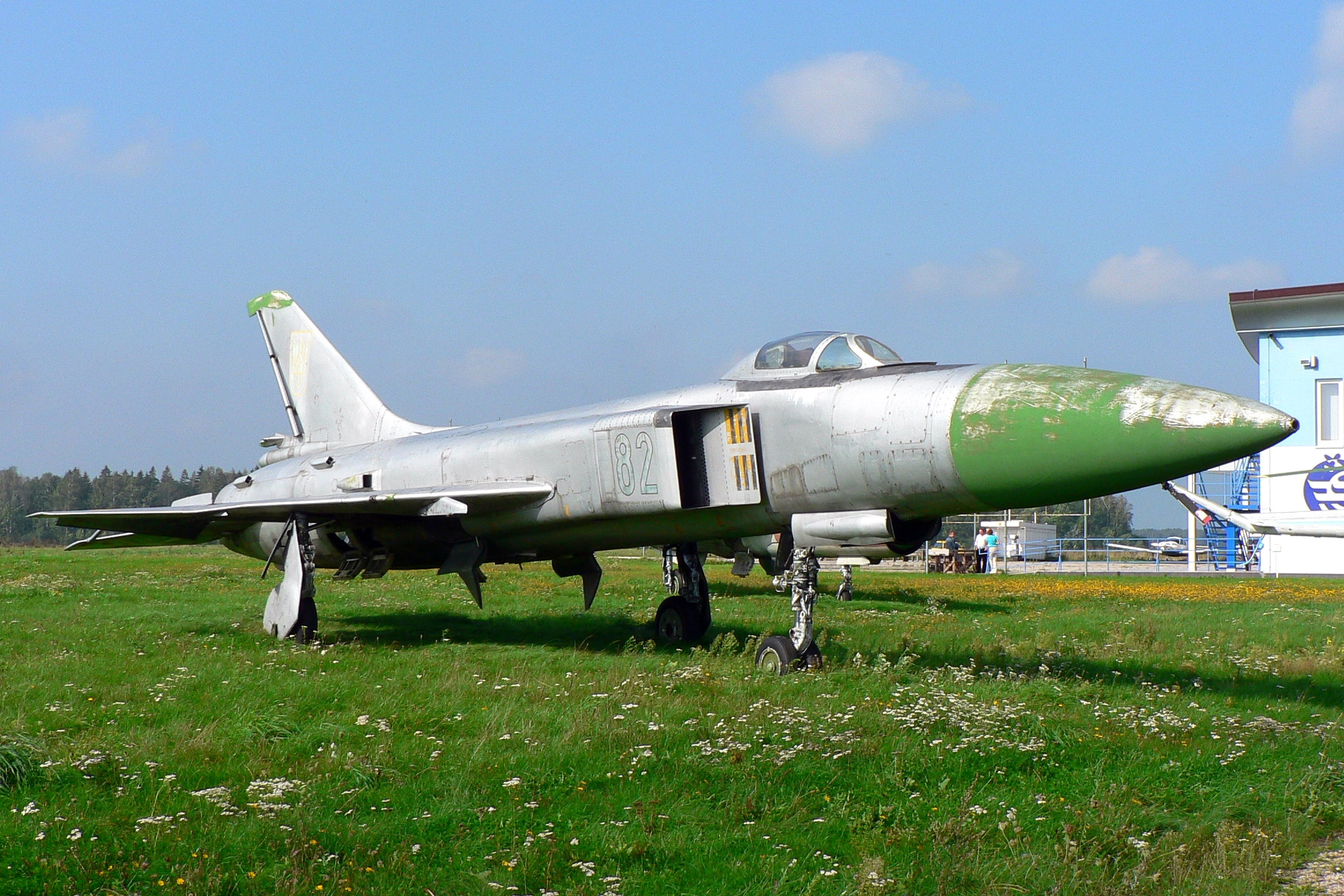
Su-15

T-58
Nguyên mẫu của Su-15.
Su-15 (Flagon-A)
Phiên bản sản xuất đầu tiên.
T-58VD (Flagon-B)
Mẫu duy nhất sử dụng 3 ống phụt nâng phụ Kolesov ở thân máy bay để cung cấp khả năng STOL cho máy bay. Không được sản xuất hàng loạt.
Su-15UT (Flagon-C)
Phiên bản huấn luyện không có radar và khả năng chiến đấu, sử dụng từ năm 1970.
Su-15 (Flagon-D)
Phiên bản với đầu mút cánh mở rộng chế tạo từ năm 1969.
Su-15T (Flagon-E)
Phiên bản trang bị radar Volkov Taifun, 10 chiếc.
Su-15TM (Flagon-F)
Phiên bản Su-15T cải tiến với radar Taifun-M và thay đổi hình dáng khí động học, sử dụng từ năm 1971. Vòm che radar đã được thiết kế mới để cải tiến hiệu năng radar.
Su-15UM (Flagon-G)
Phiên bản huấn luyện của Su-15TM không có radar và khả năng chiến đấu, chế tạo từ 1976 đến 1979.
U-58UM
Nguyên mẫu của Su-15UM với radar Taifun-M, không sản xuất hàng loạt.
Su-15Sh
Đề xuất với cấu hình của máy bay cường kích siêu âm, đưa ra vào năm 1969. Không chế tạo.
Su-15-30
Phiên bản đề xuất dùng chung radar và tên lửa với MiG-25; không chế tạo.
Su-15bis
Su-15TM chuyển đổi với động cơ R-25-300 tạo công suất 15.652 lb (69.9 kN) khi đốt nhiên liệu lần hai để cải thiện hiệu suất; được phê chuẩn để sản xuất hàng loạt, nhưng không chế tạo vì thiếu động cơ.
Su-19
Phiên bản đề xuất tiên tiến với động cơ R-25-300, cánh hình cung nhọn, và thêm vào các giá treo cho tên lửa. Không chế tạo
Một số báo cáo của Phương Tây gọi Su-15TM với tên gọi Su-21 và Su-15UM là Su-21U. Những báo cáo này là sai. Tên gọi Su-21 dành cho Su-17M4 nhưng không bao giơ sử dụng.

## Các quốc gia sử dụng
Liên Xô /  Nga
- Quân chủng Phòng không Xô Viết

 Ukraina
- Không quân Ukraira

## Thông số kỹ thuật (Su-15TM 'Flagon-F')

### Đặc điểm riêng
- Phi đoàn: 1
- Chiều dài: 19.56 m (64 ft 2 in)
- Sải cánh: 9.34 m (30 ft 7 in)
- Chiều cao: 4.84 m (15 ft 10 in)
- Diện tích cánh: 36.6 m² (394 ft²)
- Trọng lượng rỗng: 10.874 kg (23.973 lb)
- Trọng lượng cất cánh: 17.200 kg (37.920 lb)
- Trọng lượng cất cánh tối đa: n/a
- Động cơ: 2× Tumansky R-13F2-300, 40.21 kN (9.040 lbf) và 70.0 kN (15.730 lbf) khi đốt nhiên liệu lần hai với mỗi chiếc

### Hiệu suất bay
- Vận tốc cực đại: Mach 2.1, 2.230 km/h (1.386 mph)
- Tầm bay:
  - Chiến đấu: 590 km (367 mi)
  - Tuần tiễu: 1.780 km (1.106 mi)
- Trần bay: 18.100 m (59.383 ft)
- Vận tốc lên cao: 228 m/s (45.000 ft/min)
- Lực nâng của cánh: 102.4 lb/ft² (555 kg/m²)
- Lực đẩy/trọng lượng: n/a

### Vũ khí
- 2x R-98M/AA-3 Anab (tại giá treo phía ngoài)
- 2x hoặc 4x R-60/AA-8 Aphid (các giá treo bên trong)
- Tùy chọn 2 pháo chùm UPK-23-250 23 mm trên giá treo ở thân

## Nội dung liên quan

### Máy bay có tính năng tương tự
- Tupolev Tu-28
- Shenyang J-8
- Mikoyan-Gurevich MiG-23
- Mirage F-1